# Heteromycteris
Heteromycteris es un género de peces de la familia Soleidae, del orden Pleuronectiformes. Este género marino fue descrito por primera vez en 1858 por Johann Jakob Kaup.

## Especies
Especies reconocidas del género:
- Heteromycteris capensis Kaup, 1858
- Heteromycteris hartzfeldii (Bleeker, 1853)
- Heteromycteris japonicus (Temminck & Schlegel, 1846)
- Heteromycteris matsubarai Ochiai, 1963
- Heteromycteris oculus (Alcock, 1889)
- Heteromycteris proboscideus (Chabanaud, 1925)